# Elevado de Los Dos Caminos
El Elevado de Los Dos Caminos es una obra de infraestructura vial que se erigió en la avenida Francisco de Miranda en el municipio Sucre del estado Miranda, específicamente está ubicado en el cruce con la avenida Sucre y el acceso al Distribuidor Santa Cecilia. Es para la fecha el elevado más largo en el área metropolitana de Caracas, Venezuela.
Esta infraestructura es parte del conjunto de soluciones viales que desarrolló el Ejecutivo Nacional para descongestionar las autopistas y avenidas de la capital venezolana, entre los años 2013 y 2015.
Las labores de construcción comenzaron en agosto de 2013 con una inversión de BsF. 100 millones y las obras duraron más de tres meses, por lo tanto su inauguración se realizó el 6 de diciembre de 2013. La ejecución de esta obra logró el descongestionamiento del tránsito en sentido este-oeste y oeste-este al eliminar la interrupción por el semáforo hacia el Distribuidor Santa Cecilia.

## Antecedentes
La avenida Francisco de Miranda es una de las más importantes del este de la capital venezolana, conecta a los municipios Sucre y Chacao, en paralelo a la autopista Francisco Fajardo -artería vial de mayor importancia de Caracas- razón por la que presenta una considerable afluencia vehicular, sobre todo en horarios pico.
En sus diferentes tramos hay puntos donde se presentaba con regularidad un mayor congestionamiento vehicular, sin contar con espacios disponibles para crear vías alternas por el denso urbanismo existente, tras evaluar la situación surgió el proyecto de construir mejoras viales para la ciudad y se identificó el sector de Los Dos Caminos como uno de los más críticos.

## Construcción del elevado
En este sentido, el entonces ministro Haiman El Troudi, titular de la cartera de Transporte Terrestre y Obras Públicas, presentó en 2013 la propuesta de construir un elevado en la intersección de la avenida Francisco de Miranda con la Sucre y Santa Cecilia para mejorar el desplazamiento este-oeste por la avenida, hacia el norte para la avenida Boyacá (cota mil) y hacia el sur para la autopista Francisco Fajardo.
El proyecto recibió una inversión de BsF. 100.000.000,00 aprobada por el gobierno del presidente Nicolás Maduro Moros y contó con el trabajo de ingenieros venezolanos en su totalidad, así como el uso de materiales nacionales.
Su construcción inició en agosto de 2013, con la ampliación en primer término de la avenida Francisco de Miranda del lado norte, para garantizar un canal adicional. Esto generó protestas por parte de vecinos de la zona, activistas del derecho a los espacios peatonales y grupos de ciclistas, siendo la única de las obras construidas, dentro del plan de mejoramiento vial, que se vio envuelta en algún tipo de polémica.
Tras más de tres meses de construcción el elevado fue inaugurado el 6 de diciembre de 2013. Constituye una infraestructura de concreto armado de 362 metros de largo y 14,6 metros de ancho, de cuatro canales, dos por sentido, exclusivo para paso vehicular, así como vías aledañas para la circulación hacia el distribuidor Santa Cecilia al sur y la avenida principal de Los Chorros al norte. Fue el primer elevado de concreto armado que se construyó en Caracas, donde este tipo de estructuras eran metálicas e instaladas décadas antes de manera provisional.
Se estima que la obra benefició a 300 mil personas de los municipios Sucre y Chacao, al permitir la circulación de 70 mil vehículos al día y disminuir en 30 minutos el tiempo de recorrido por la avenida.

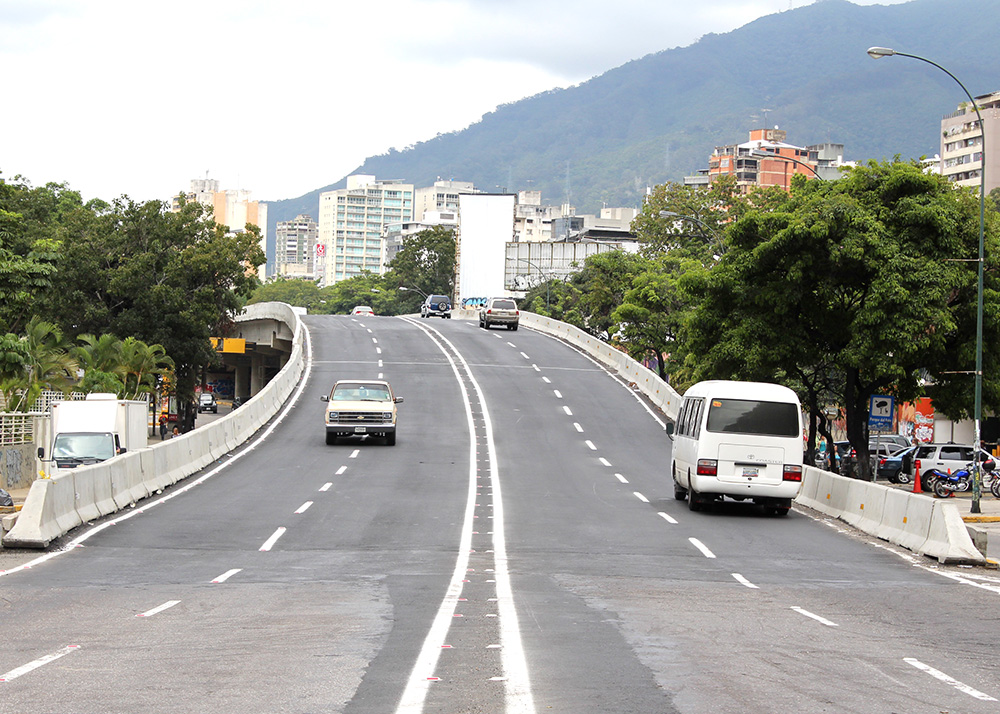
Elevado Los Dos Caminos
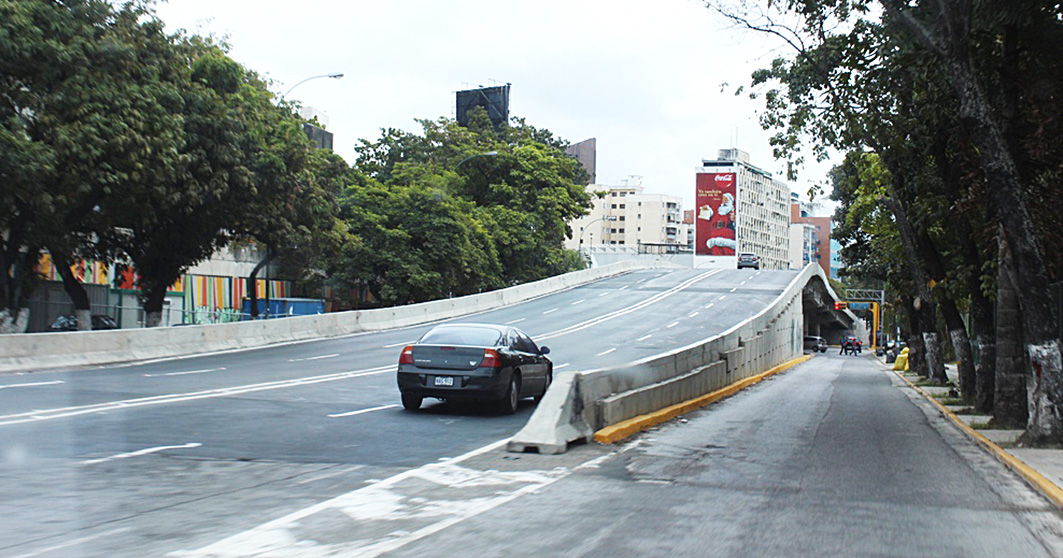
Elevado Los Dos Caminos
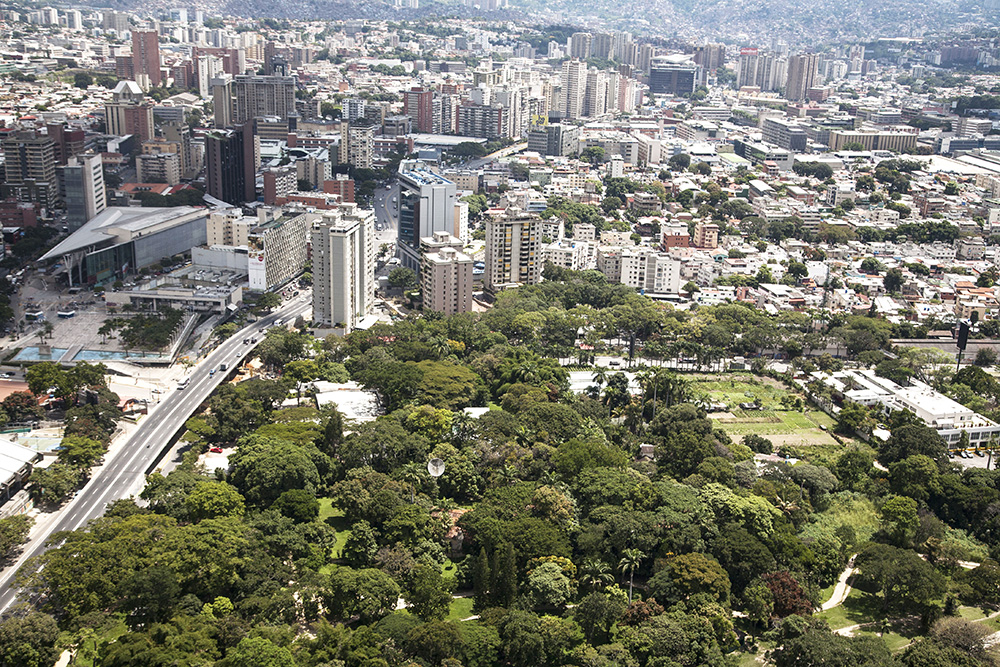
Elevado Los Dos Caminos
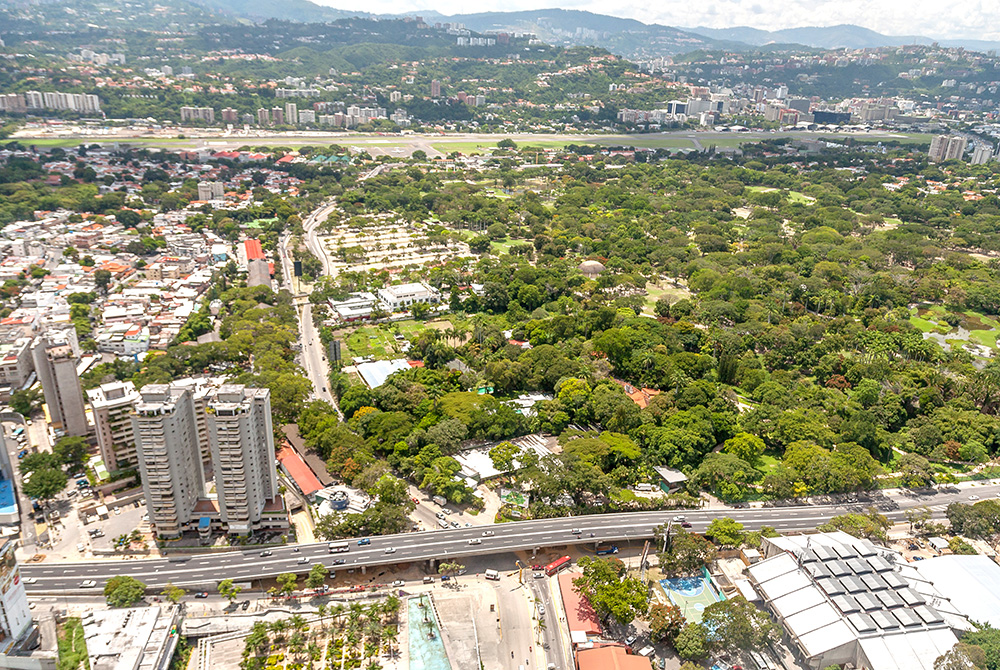
Elevado Los Dos Caminos

## Polémica por la construcción
Al anunciarse la construcción de la obra en el sector, grupos de vecinos de Los Dos Caminos, activistas por los derechos peatonales y grupos de ciclistas, protestaron y exigieron no se realizara la obra, por cuanto consideraban que se quitaba espacio a la acera frente al edificio La Guarimba y al Centro Comercial Millenium, además de indicar que obstruiría la visualización del centro de exhibición automotriz del Museo del Transporte.
De acuerdo a los opositores al proyecto, esto vulneraba los derechos de los propietarios de los edificios,  afectando espacios de estacionamiento, también dañaría el parque juvenil de patinetas adjunto al Centro Comercial Millenium y limitaría el derecho de los peatones y ciclistas a la circulación.
Otro de los aspectos que señalaron era que el peso del elevado afectaría el embaulamiento subterráneo de la quebrada Agua de Maíz, la cual históricamente ha generado inundaciones en la autopista Francisco Fajardo entre Santa Cecilia y Altamira.
Plantearon otras alternativas al elevado, apuntando a la disminución del uso de los vehículos, implementar sistemas de transporte público y mejorar las aceras.
Sin embargo, las protestas no prosperaron. Además, la obra no tuvo ningún impacto en eliminación de aceras para el desplazamiento de peatones ni en la disminución de puestos de estacionamientos.

## Datos técnicos
- Presupuesto: BsF. 100.000.000,00
- Materiales: Concreto y Acero
- Largo: 362 metros
- Ancho: 14,6 metros
- Canales: 4 canales (2 este-oeste, 2 oeste este)
- Altura: 5 metros